# コバシウミスズメ
コバシウミスズメ （学名：Brachyramphus brevirostris）は、チドリ目ウミスズメ科に分類される海鳥。

## 保全状況評価
NEAR THREATENED (IUCN Red List Ver. 3.1 (2001))